# Абенек, Франсуа-Антуан
Франсуа Антуан Абенек (Хабенек, Габенек, фр. François-Antoine Habeneck; 22 января 1781, Мезьер — 8 февраля 1849, Париж) — французский скрипач, композитор и дирижёр.

## Биография
Франсуа Антуан Абенек родился 22 января 1781 года в Мезьере. Сын скрипача немецкого происхождения, Абенек игре на скрипке учился у своего отца, продолжил образование в Парижской консерватории у Пьера Байо в 1800—1804 годах; одновременно работал скрипачом в театре «Опера-комик». По окончании консерватории был принят первой скрипкой в оркестр парижской Оперы. В 1806—1815 годах Абенек дирижировал ученическим оркестром консерватории. В 1821—1824 годах был художественным директором парижской Оперы (с 1821 года выступавшей в театре на улице Ле Пелетье), а затем до 1846 года — первым капельмейстером театра.
6 февраля 1822 года дирижировал премьерой оперы Николя Изуара и Анжело Бенинкори «Волшебная лампа». В 1823 году помогал Омеру при постановке балета «Ветреный паж».
В 1828 году Абенек основал и возглавил Оркестр концертного общества Парижской консерватории и оставался на этом посту до своей смерти. Под его руководством Хабенека оркестр стал одним из лучших симфонических коллективов в Европе; спустя полвека после смерти дирижёра Феликс Вайнгартнер писал: «Когда после своего первого путешествия в Париж, Вагнер занял место капельмейстера в Дрездене, он уже знал, благодаря Габенеку, до какого совершенства может дойти оркестровое исполнение при добросовестном руководстве». При этом в оркестре Абенека наряду с известными музыкантами выступали и студенты консерватории.
В качестве дирижёра Абенек был пропагандистом музыки Бетховена во Франции — в частности, первый концерт Оркестра концертного общества Парижской консерватории ознаменовался первым в стране исполнением Героической симфонии. Он был также первым исполнителем нескольких сочинений Гектора Берлиоза, в том числе «Реквиема». При этом Берлиоз упоминал Абенека в своих мемуарах указывая на его некомпетентность при исполнении реквиема. Абенек был не только ярким исполнителем, но и талантливым, требовательным дирижёром-воспитателем. В своей практике, наряду с использованием дирижёрской палочки, прибегал и к старой манере дирижирования при помощи скрипичного смычка.
В 1825—1848 годах Абенек был профессором Парижской консерватории по классу скрипки; его учениками были, в частности, Дельфен Аляр, Эдуар Лало, Юбер Леонар, Франсуа Прюм. Абенек является также автором пособия «Теоретическая и практическая школа игры на скрипке» (фр. Méthode théorique et pratique de violon; 1835).
Абенеку-композитору принадлежат два скрипичных концерта, ряд других произведений скрипичного репертуара, а также песни.
Франсуа Антуан Абенек умер 8 февраля 1849 года в городе Париже.